# Adam Offinger
Adam Offinger († um 1600) war ein deutscher Maler.

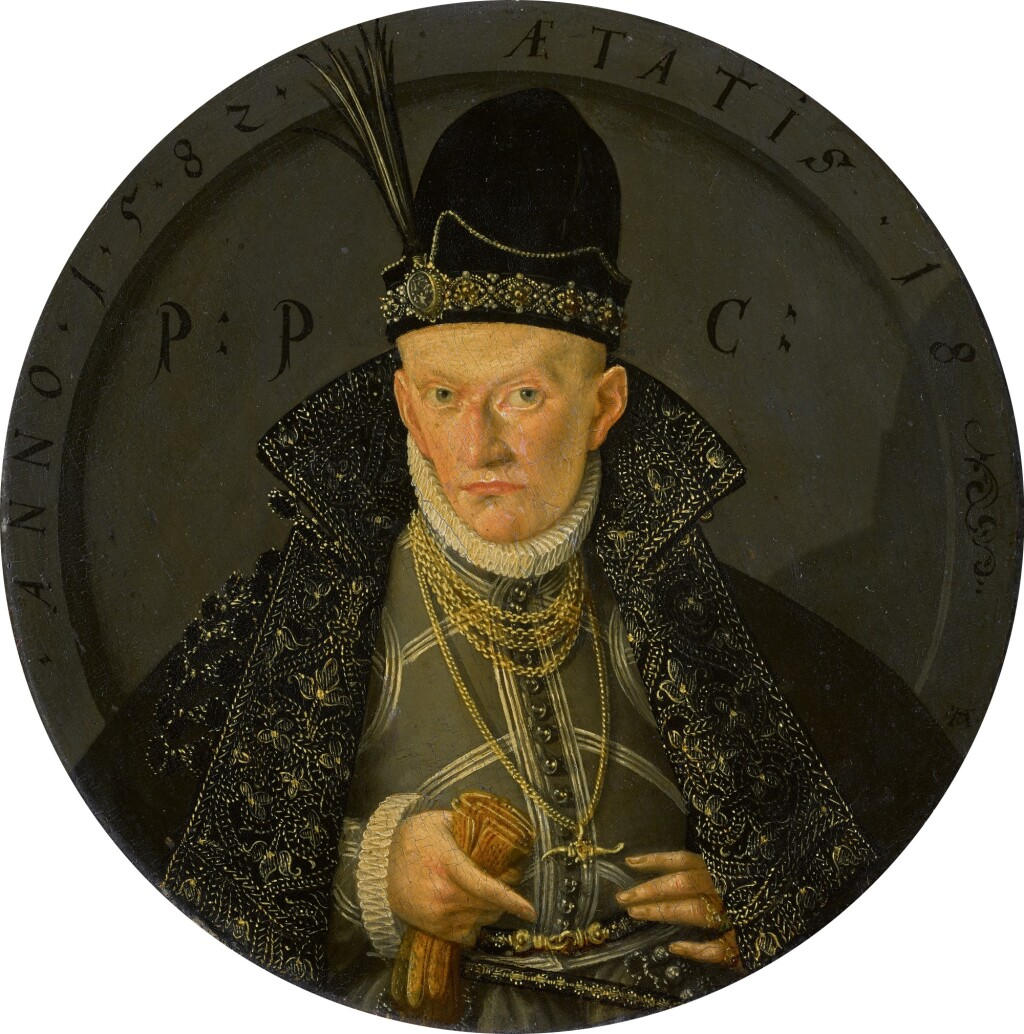
Von Offinger gemaltes Portrait seines Förderers Herzog Heinrich Julius von Braunschweig (1582)

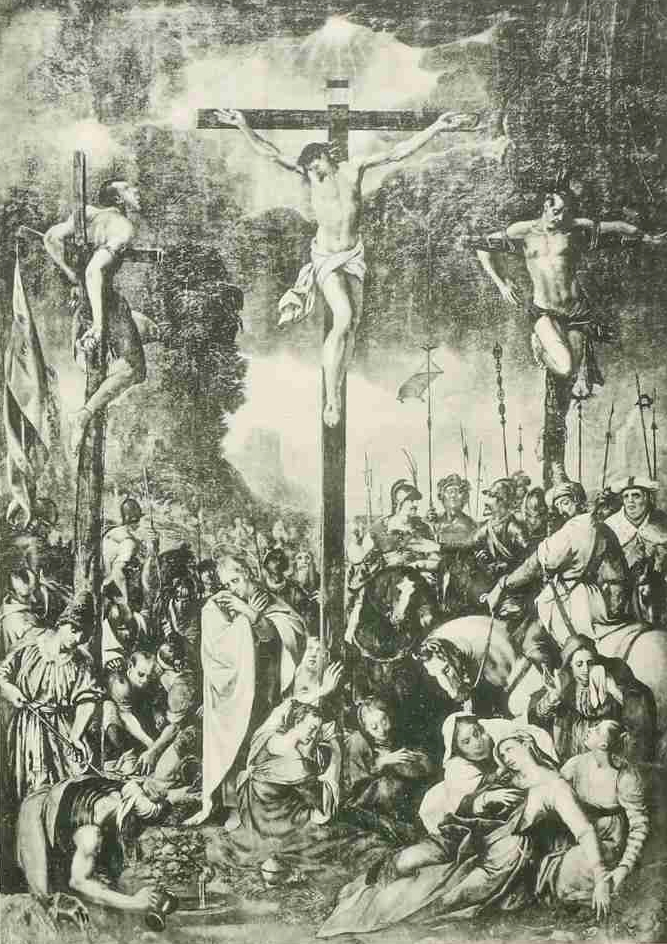
Schwarz-weiße Reproduktion (1913) von Offingers „Kreuzigung im Gedräng“ (1598).

Adam Offinger entstammte vermutlich einer bayerischen Goldschmiedefamilie aus dem Raum Nördlingen oder Regensburg. Seit 1580 war er Maler am Hofe des Herzogs Heinrich Julius von Braunschweig, sein Wirken in der Region ist aber bereits ab den 1570ern belegt.

## Leben und Wirken
Neben Medaillons mit Porträtdarstellungen sind von ihm auch mehrere Gemälde bekannt, so wird ihm die Kreuzigungstafel in der Christuskirche in Hasserode (heute eingemeindet in die Stadt Wernigerode) zugeschrieben. Dieses Gemälde (Kreuzigung im Gedräng) entstand ursprünglich 1598 als Altarbild für die Barbara- oder Schlosskapelle des früheren Amtssitzes der Bischöfe von Halberstadt in Gröningen und gelangte erst 1847 durch Verkauf nach Hasserode. Ein motivisch ähnliches Altarbild von Offinger sowie ein ebenfalls von ihm gestaltetes Holzepitaph befinden sich in der evangelischen Christuskirche in Ampfurth.
In der St.-Johannis-Kirche in Pömmelte befindet sich ebenfalls ein Altarbild aus Holz mit einer figurenreichen Kreuzigungsszene aus seiner Werkstatt. Weitere Werke befinden sich in der Sankt-Stephanus-Kirche in Schermcke, darunter ein Altarretabel mit dem Motiv des Gnadenstuhls aus dem Jahr 1581, das einem Holzschnitt von Albrecht Dürer nachempfunden wurde. Auch ein Gemälde der Auferstehung Jesu Christi in der Dorfkirche Ummendorf sowie die Brustbilder der vier Evangelisten am Kanzelkorb der Dorfkirche Schenkenhorst in Stahnsdorf werden ihm zugeschrieben.
Ein von Offinger gemaltes Portrait von Clara von der Asseburg (1522–1579) wurde im Zuge der Bodenreform in der Sowjetischen Besatzungszone ab 1945 auf Burg Falkenstein (Harz) enteignet und sollte 1982 an die Kunst und Antiquitäten GmbH übergeben werden, welche mit dem Export von Antiquitäten Valuta-Gewinne für die Staatsführung der DDR erwirtschaftete. Das Gemälde ist heute Teil der Dauerausstellung der Burg Falkenstein.

## Künstlerische Einflüsse
Offinger gilt als Schüler Lucas Cranachs des Jüngeren sowie als Bewunderer (und früher Kopist) Albrecht Dürers und signierte seine Bilder oft mit dem Monogramm A O. Dieses Monogramm in Form eines großen „A“ mit einem eingeschobenen, kleineren „O“ erinnert optisch stark an das bekannte A.D.-Monogramm Dürers und ist eindeutig von diesem abgeleitet.

## Verzeichnis bekannter Werke Offingers

### Sakralkunst
- Epitaph des Hartwig von Garßenbüttel und seiner Ehefrau mit Kreuzigungsgruppe sowie Darstellung von Christi Geburt und Himmelfahrt in Form eines Triptychons in der evangelischen Kirche St. Johannes in Lehre, OT Essenrode (nach 1601)
- Altarbild mit Kreuzigungsmotiv für die Barbara-Kapelle auf Schloss Gröningen, heute in der Christuskirche in Wernigerode (1598)
- Altaraufsatz mit Darstellungen der Kreuzigung und Auferstehung in der evangelischen Kirche in Ummendorf (datiert auf 1588, Offinger zugeschrieben)
- Altarbild in der Evangelischen Christuskirche in Ampfurth mit zentralen Darstellungen des Letzten Abendmahls im Mittelteil sowie der Kreuzigung und Auferstehung auf den Flügeln und drei Szenen aus der Weihnachtsgeschichte (Christi Geburt, Verkündigung an die Hirten und Anbetung der Könige) auf der Predella (1575)
- Altarbild mit Darstellungen von Abendmahl, Kreuzigung, Gnadenstuhl, Opferung Isaaks und ehrener Schlange in der evangelischen Kirche St. Stephanus in Schenkenhorst (1575)
- Grabdenkmäler für Christoph von Steiberg (1570) und Johannes Warpup Droste von Pinneberg (1575) in der Martinikirche zu Braunschweig
- Altargemälde einer figurenreichen Kreuzigung in der evangelischen Kirche St. Johannis in Pömmelte (Jahr der Entstehung unbekannt, Offinger zugeschrieben)

### Portraitmalerei
- Portrait von Jürgen Klencke, Erbauer des Schlosses Hämelschenburg (um 1610, Offinger zugeschrieben, heutiger Standort: Schloss Hämelschenburg)
- Portrait von Anna Klencke, Gemahlin des Jürgen Klencke (um 1610, Offinger zugeschrieben, heutiger Standort: Schloss Hämelschenburg)
- Portrait von Herzog Heinrich Julius von Braunschweig (1582, heute in privater Sammlung; das Gemälde diente als Vorlage für eine Medaille mit dem Abbild des Herzogs, die sich heute im Herzog Anton Ulrich-Museum in Braunschweig befindet)
- Portrait von Hans Ernst von der Asseburg in spanischer Tracht (1580, heutiger Standort: Gemäldegalerie der Staatlichen Museen zu Berlin)
- Portrait von Heinrich von Saldern (1578, heutiger Standort: Landesmuseum Hannover)
- Portrait von Margaretha von Veltheim, Gemahlin des Heinrich von Saldern (1578, heutiger Standort: Wasserschloss Hehlen)
- Portrait von Johann VIII. von der Asseburg (1575, heutiger Standort: Asseburger Familienarchiv auf Schloss Hinnenburg)
- Portrait von Clara von der Asseburg, geb. von Cramm (vor 1578, heutiger Standort: Asseburger Familienarchiv auf Schloss Hinneburg)
- Darstellung von Clara von der Asseburg mit ihren Töchtern (um 1554, heutiger Standort: Asseburger Familienarchiv auf Schloss Hinneburg)
- Darstellung von Johann VIII. von der Asseburg mit seinen Söhnen (um 1554, heutiger Standort: Asseburger Familienarchiv auf Schloss Hinneburg)
- Grabdenkmäler für Sophie Saldern und Ludolf Klende in Schüsselburg (Jahr der Entstehung unbekannt)

### Sonstige Werke
- Das Wappen des Lazarus Spengler, eines Ratsschreibers der Stadt Nürnberg (1598 oder später, Offinger zugeschrieben)